# Zé Cabra
Casimiro António Serra Afonso, mais conhecido como Zé Cabra (Macedo de Cavaleiros, 25 de junho de 1965), é um cantor popular e animador português. Ficou especialmente conhecido a partir de 2001 por cantar de forma desafinada, sendo considerado um dos piores cantores de Portugal.
O estilo desafinado de Zé Cabra, sua imagem de marca, fez com que o nome se tornasse sinónimo de alguém que canta mal, ou até mesmo para definir alguém sem talento em outras áreas, como o futebol. O presidente de Portugal, Marcelo Rebelo de Sousa, e a atriz Olívia Ortiz, são alguns dos nomes que já foram apontados como "cantando pior que o Zé Cabra". Também Bruno de Carvalho, à época dirigente do Sporting Clube de Portugal, declarou sobre o seu antigo vice-presidente, Carlos Vieira, que este estava para as reestruturações financeiras "como o Zé Cabra para a música."

## Biografia
Casimiro Afonso trabalhou como carpinteiro, pintor de casas, empregado de limpeza e de restauração, tendo estado vinte anos emigrado em França, sempre com a ambição de ser músico.
Em 1997, com 32 anos, pagou 15 mil euros para lançar o primeiro disco, Deixei Tudo Por Ela. A música tornou-se especialmente conhecida em 2001, quando um grupo de estudantes colocou as suas músicas na Internet, acabando depois por ser descoberto pela equipa do programa da manhã da Rádio Comercial, que começou a rodar as suas canções no programa "O Homem que Mordeu o Cão", de Nuno Markl. No mesmo ano, grava o tema São Lágrimas. Os dois temas são, até hoje, os de maior sucesso e mais conhecidos do público.
A alcunha de Zé Cabra surgiu quando, num cartaz de um espectáculo para estudantes, o seu nome apareceu erradamente como Zé Afonso. Alguém riscou o "Afonso" e colocou "Cabra", ficando a partir dessa altura conhecido como "Zé Cabra".
O CD Deixei tudo por ela foi um dos maiores sucessos do verão de 2001, vendendo mais de 40 mil exemplares. O tema faz parte de uma lista dos hits de verão mais estranhos de sempre, cujo sucesso deveria ser objeto de estudo, elaborada pelo jornal espanhol El País.
Ao longo de 2001 participou em muitos espectáculos ao vivo, sendo destaque no talk show Herman SIC, de Herman José.
É lançado depois o CD Malas à Porta, ainda pela Espacial, mas sem o sucesso do primeiro disco. Os dois primeiros discos foram produzidos por Ricardo Landum.
Em 2003, após realizar cerca de 300 espectáculos em Portugal e no estrangeiro, Zé Cabra  dedicou-se à restauração, abrindo uma pastelaria numa zona residencial nos limites de Viana do Castelo, a qual acabaria por vender.
Foi convidado para entrar na curta-metragem "Um Homem" de Laurent Simões onde aparece a cantar, e para atuar ao vivo na conhecida casa Maxime, o que acontece em 28 de Abril de 2006. No ano seguinte é editado um DVD, realizado por Laurent Simões, apresentado na Feira Erótica de Lisboa.
Gravou várias versões de sucessos portugueses como "Dunas", "Patchouli" e "A Minha Casinha" mas não obteve autorização para gravar esses temas.
Em 2007, vivia apenas dos rendimentos da sua música, participando em eventos com regularidade, embora com cachets bem menores que os que conseguia no auge da carreira.
Em 2008, editou um novo CD, "Vou-te Saltar Pra Cima".
Em Abril de 2010 foi um dos retratados numa reportagem da SIC denominada "E depois da fama".

### Maria Leal
A cantora Maria Leal, pelo seu estilo musical, tem vindo a ser comparada a uma espécie de versão feminina do Zé Cabra, o qual em 2016 declarou ter visto em Maria Leal concorrência à sua altura, acusando-a inclusive de já lhe ter roubado um espectáculo.
Em 2017, por ocasião de uma tourné de Maria Leal, a artista acedeu ao desejo dos fãs, e cantou em dueto com Zé Cabra o sucesso Deixei Tudo Por Ela.
Em 2018, os dois artistas participaram em conjunto da festa de fim de ano escolar da EB 2/3 de São Rosendo e Secundária Tomaz Pelayo, em Santo Tirso.
Em outubro de 2019, o cantor Toy declarou que os dois artistas, que voltariam a atuar em conjunto dias depois como principal atração de uma festa de Halloween no Malibu Club Arazede, em Arazede, na região de Coimbra, são, pela baixa qualidade da sua arte, aqueles com quem jamais seria capaz de cantar em dueto.

### Regresso em 2019
Em 2019, após 11 anos sem gravar, lançou um novo álbum, Dançar, curtir até cair, combinando originais com os dois temas mais conhecidos do público, Deixei Tudo Por Ela e São Lágrimas.
Em maio do mesmo ano, o músico Fernando Daniel, respondendo a um desafio lançado pela RFM, fez uma versão alternativa do tema Deixei Tudo Por Ela.

## Discografia[21]
- Deixei tudo por ela (CD, Espacial, 2000)
- Malas À Porta (CD, Espacial, 2000)
- Zé Cabra Ao Vivo, MAXIME, 28 Abril 2006 (DVD, Unimundos, 2007)
- Vou-te Saltar Pra Cima (CD, Edições Norte Som, 2008)
- Dançar, Curtir Até Cair (CD, Espacial, 2019)